# ظلموني الناس (فلم)
ظلموني الناس فيلم مصري تم إنتاجه عام 1950، من تأليف أبو السعود الإبياري، ومن إخراج حسن الإمام، وأداء فاتن حمامة وشادية وكمال الشناوي.
اسم الفيلم مستوحى كما يبدو من أغنية ظلموني الناس التي غنتها أم كلثوم في فيلم فاطمة قبل ذلك بعامين.

## تمثيل
- فاتن حمامة
- شادية
- كمال الشناوي
- عباس فارس
- محمود شكوكو
- صلاح منصور
- عزيزة حلمي
- محمد الديب
- رياض القصبجي

## روابط خارجية
- مقالات تستعمل روابط فنية بلا صلة مع ويكي بيانات